# 新東京百景
新東京百景(しんとうきょうひゃっけい)は、「都民の日」制定30周年を記念して1982年10月1日に東京都によって選定された100の風景である。都市や自然の景観、名所や旧跡といった都内の景勝地が、東京都民の公募のもとに選ばれている。また、新東京百景を描いた絵画も発表された（江戸東京博物館所蔵）。
第二次世界大戦前にはこれとは別の新東京百景を冠した版画作品も発表された(後述)。

## 新東京百景一覧

### 区部(56ヶ所)
| 番号 | 名称                             | 所在地                                            | 最寄り駅                                   |
| ---- | -------------------------------- | ------------------------------------------------- | ------------------------------------------ |
| 1    | 二重橋と皇居外苑                 | 千代田区千代田・皇居外苑                          | 二重橋前駅など                             |
| 2    | 千鳥ヶ淵から日比谷               | 千代田区九段南2〜日比谷公園                       | 九段下駅など                               |
| 3    | 東京駅と丸の内ビル街             | 千代田区丸の内                                    | 東京駅など                                 |
| 4    | 国会議事堂                       | 千代田区永田町1-7-1                               | 国会議事堂前駅                             |
| 5    | 日比谷公園                       | 千代田区日比谷公園                                | 日比谷駅                                   |
| 6    | 皇居東御苑                       | 千代田区千代田                                    | 大手町駅                                   |
| 7    | 明神・聖堂・ニコライ堂           | 千代田区外神田2、文京区湯島1、千代田区神田駿河台4 | 御茶ノ水駅など                             |
| 8    | 銀座通り                         | 中央区銀座1〜8                                    | 銀座駅など                                 |
| 9    | 日本橋                           | 中央区日本橋1-1                                   | 日本橋駅                                   |
| 10   | 浜離宮庭園                       | 中央区浜離宮庭園                                  | 汐留駅                                     |
| 11   | 水天宮                           | 中央区日本橋蛎殻町2-4-1                           | 水天宮前駅                                 |
| 12   | 歌舞伎座                         | 中央区銀座4-12-15                                 | 東銀座駅                                   |
| 13   | 増上寺と東京タワー               | 港区芝公園4                                       | 赤羽橋駅など                               |
| 14   | 迎賓館(旧赤坂離宮)               | 港区元赤坂2-1-1                                   | 四ツ谷駅                                   |
| 15   | 泉岳寺                           | 港区高輪2-11-1                                    | 泉岳寺駅                                   |
| 16   | 新宿御苑                         | 新宿区内藤町                                      | 新宿御苑前駅                               |
| 17   | 新宿超高層ビルと新宿中央公園     | 新宿区西新宿                                      | 都庁前駅など                               |
| 18   | 神宮外苑                         | 新宿区霞ヶ丘町                                    | 外苑前駅など                               |
| 19   | 湯島天神                         | 文京区湯島3-30-1                                  | 湯島駅                                     |
| 20   | 六義園                           | 文京区本駒込6                                     | 駒込駅                                     |
| 21   | 小石川後楽園                     | 文京区後楽1-6-6                                   | 後楽園駅など                               |
| 22   | 東大赤門と安田講堂               | 文京区本郷7                                       | 東大前駅など                               |
| 23   | 浅草寺と仲見世                   | 台東区浅草1、2                                    | 浅草駅                                     |
| 24   | 上野公園                         | 台東区上野公園、池之端3                           | 上野駅                                     |
| 25   | 隅田公園                         | 台東区花川戸〜今戸、墨田区向島                    | 浅草駅                                     |
| 26   | 向島百花園                       | 墨田区東向島3                                     | 東向島駅                                   |
| 27   | 清澄庭園                         | 江東区清澄3                                       | 清澄白河駅                                 |
| 28   | 亀戸天神                         | 江東区亀戸3-6-1                                   | 亀戸駅                                     |
| 29   | 清洲橋と新大橋                   | 中央区日本橋中洲〜江東区清澄1                     | 水天宮前駅など                             |
| 30   | 品川神社                         | 品川区北品川3-7-15                                | 新馬場駅                                   |
| 31   | 大井埠頭中央海浜公園とモノレール | 品川区八潮                                        | 大井競馬場前駅                             |
| 32   | 潮風公園                         | 品川区東八潮                                      | 台場駅                                     |
| 33   | 目黒不動尊                       | 目黒区下目黒3-20-26                               | 不動前駅                                   |
| 34   | 大円寺の石仏群                   | 目黒区下目黒1-8-5                                 | 目黒駅                                     |
| 35   | 本門寺五重塔                     | 大田区池上1-1-1                                   | 池上駅                                     |
| 36   | 羽田空港                         | 大田区羽田空港1・2                                | 羽田空港第1・第2ターミナル駅など           |
| 37   | 田園調布駅から多摩川台公園       | 大田区田園調布3・4                                | 田園調布駅など                             |
| 38   | 等々力渓谷                       | 世田谷区等々力1・2、野毛1、中町1                  | 等々力駅                                   |
| 39   | 駒沢オリンピック公園             | 世田谷区駒沢公園1-1                               | 駒沢大学駅                                 |
| 40   | 世田谷代官屋敷                   | 世田谷区世田谷1-29-18                             | 上町駅                                     |
| 41   | 明治神宮                         | 渋谷区代々木神園町1-1                             | 明治神宮前駅など                           |
| 42   | 代々木公園と表参道               | 渋谷区代々木神園町、神南、神宮前                  | 表参道駅など                               |
| 43   | 新井薬師                         | 中野区新井5-3-5                                   | 新井薬師前駅                               |
| 44   | 哲学堂                           | 中野区松が谷1                                     | 新井薬師前駅                               |
| 45   | 善福寺公園                       | 杉並区善福寺2・3                                  | 西荻窪駅などよりバス(「善福寺公園」停留所) |
| 46   | サンシャインシティと都電         | 豊島区東池袋3                                     | 東池袋四丁目停留場など                     |
| 47   | 雑司ヶ谷鬼子母神                 | 豊島区雑司ヶ谷3-15-20                             | 雑司が谷駅                                 |
| 48   | 飛鳥山公園                       | 北区西ケ原2-16                                    | 王子駅                                     |
| 49   | 旧古河庭園                       | 北区西ケ原1-27-39                                 | 西ケ原駅                                   |
| 50   | 荒川自然公園                     | 荒川区荒川8-25-3                                  | 荒川二丁目停留場                           |
| 51   | 東京大仏                         | 板橋区赤塚5-28-3                                  | 高島平駅などよりバス(「区立美術館」停留所) |
| 52   | 石神井公園と三宝寺池             | 練馬区石神井台1・2、石神井5                       | 石神井公園駅                               |
| 53   | 西新井大師                       | 足立区西新井1-15-1                                | 大師前駅                                   |
| 54   | 柴又帝釈天                       | 葛飾区柴又7-10-3                                  | 柴又駅                                     |
| 55   | 水元公園                         | 葛飾区水元公園、東水元                            | 金町駅などよりバス(「水元公園」停留所)     |
| 56   | 小松川境川親水公園               | 江戸川区中央4〜東小松川3                          | 新小岩駅などよりバス(「江戸川高前」停留所) |

### 多摩部(33ヶ所)
| 番号 | 名称                                     | 所在地                           | 最寄り駅                                               |
| ---- | ---------------------------------------- | -------------------------------- | ------------------------------------------------------ |
| 57   | 高尾山                                   | 八王子市高尾町                   | 高尾山口駅                                             |
| 58   | 普済寺                                   | 立川市柴崎町4-20-46              | 柴崎体育館駅                                           |
| 59   | 成蹊学園のけやき並木                     | 武蔵野市吉祥寺北町3-3-1          | 吉祥寺駅                                               |
| 60   | 井の頭公園                               | 武蔵野市御殿山、三鷹市井の頭     | 井の頭公園駅など                                       |
| 61   | 御岳山                                   | 青梅市御岳                       | 御嶽駅より御岳登山鉄道                                 |
| 62   | 塩船観音寺                               | 青梅市塩船194                    | 河辺駅よりバス(「塩船観音入口」停留所)                 |
| 63   | 大國魂神社と馬場大門けやき並木           | 府中市宮町3-1                    | 府中駅など                                             |
| 64   | 拝島公園                                 | 昭島市拝島町1                    | 拝島駅などよりバス(「拝島大師」停留所)                 |
| 65   | 深大寺と神代植物公園                     | 調布市深大寺町                   | 調布駅などよりバス(「深大寺」停留所など)               |
| 66   | 薬師池公園                               | 町田市野津田町                   | 町田駅よりバス(「薬師池」停留所)                       |
| 67   | 小金井公園                               | 小金井市桜町3、小平市小金井南町3 | 武蔵小金井駅などよりバス(「小金井公園入口」停留所など) |
| 68   | 玉川上水沿い自然遊歩道                   | 小平市たかの台                   | 鷹の台駅                                               |
| 69   | 高幡不動尊                               | 日野市高幡                       | 高幡不動駅                                             |
| 70   | 北山公園                                 | 東村山市野口町3・4               | 西武園駅など                                           |
| 71   | 国分寺と国分寺跡                         | 国分寺市西元町1・2               | 西国分寺駅など                                         |
| 72   | 大学通りと谷保天満宮                     | 国立市中1〜富士見台、谷保        | 谷保駅など                                             |
| 73   | 田無山総持寺                             | 西東京市田無町3-8-12             | 田無駅                                                 |
| 74   | 東伏見稲荷神社                           | 西東京市東伏見1-5-38             | 東伏見駅                                               |
| 75   | 新堀橋付近の玉川上水                     | 福生市大字福生1773               | 福生駅                                                 |
| 76   | 多摩川五本松                             | 狛江市元和泉3                    | 和泉多摩川駅                                           |
| 77   | 多摩湖                                   | 東大和市多摩湖町1〜6             | 多摩湖駅など                                           |
| 78   | 志木街道のけやき並木                     | 清瀬市上清戸                     | 清瀬駅                                                 |
| 79   | 竹林公園                                 | 東久留米市南沢1-7                | 東久留米駅                                             |
| 80   | 野山北公園                               | 武蔵村山市中藤                   | 上北台駅などよりバス(「かたくりの湯」停留所など)       |
| 81   | 天王森公園からの多摩ニュータウンと富士山 | 多摩市連光寺6-18                 | 聖蹟桜ヶ丘駅よりバス(「東部地蔵前」停留所)             |
| 82   | 弁天洞窟                                 | 稲城市矢野口                     | 京王よみうりランド駅                                   |
| 83   | 六枚屏風岩                               | あきる野市引田1774               | 秋川駅などよりバス(「サマーランド」停留所)             |
| 84   | 羽村の堰                                 | 羽村市玉川1-1                    | 羽村駅                                                 |
| 85   | 六道山                                   | 瑞穂町大字石畑字狭山嶺2260       | 箱根ケ崎駅よりバス(「石畑駐在所」停留所)               |
| 86   | 日の出山                                 | 日の出町大久野                   | 武蔵五日市駅よりバス(「つるつる温泉」停留所)           |
| 87   | 秋川渓谷                                 | あきる野市五日市〜(上流部)       | 武蔵五日市駅                                           |
| 88   | 奥多摩湖                                 | 奥多摩町大字原5                  | 奥多摩駅よりバス(「奥多摩湖」停留所)                   |
| 89   | 払沢の滝                                 | 檜原村本宿                       | 武蔵五日市駅よりバス(「払沢の滝入口」停留所)           |

### 島嶼部(11ヶ所)
| 番号 | 名称         | 所在地           |
| ---- | ------------ | ---------------- |
| 90   | 三原山       | 大島町           |
| 91   | 波浮の港     | 大島町波浮港     |
| 92   | 登龍峠の展望 | 八丈町三根       |
| 93   | 南ヶ山展望台 | 利島村           |
| 94   | 羽伏浦海岸   | 新島村大字羽伏浦 |
| 95   | カンビキ山   | 新島村式根島     |
| 96   | 天上山の展望 | 神津島村字天上山 |
| 97   | ひょうたん山 | 三宅村坪田       |
| 98   | 御代が池     | 御蔵島村         |
| 99   | 大凸部       | 青ヶ島村         |
| 100  | 南島         | 小笠原村         |

## 新東京百景(昭和初期の版画)
東京の百景を冠する版画作品は第二次世界大戦前に三作制作されている(うち一作は未完)。

### 新東京百景
版画集『新東京百景』は、昭和初期に関東大震災により甚大な被害を被った東京の復興の姿を、創作版画の版画家たち8人によって写し出した一連の作品集である。卓上社（1928年結成）のメンバーの恩地孝四郎（1891年 - 1955年）、諏訪兼紀（1897年 - 1932年）、平塚運一（1895年 - 1997年）、川上澄生（1895年 - 1972年）、深沢索一（1896年 - 1947年）、藤森静雄（1891年 - 1943年）、逸見享（1895年 - 1944年）、前川千帆（1888年 - 1960年）が1929年から1932年にかけて会員限定で1作につき50枚を配布した。1932年までに100作が出版されたが、全作が収められている例としては東京都現代美術館所蔵のものがあり（他にはアメリカのカーネギー美術館、ロンドンのコレクターが所有している）、これを元に1978年に平凡社が復刻した『新東京百景』の愛蔵版が330部限定で販売された。
また、新版画家の川瀬巴水が1936年頃制作した『新東京百景』もあるが、こちらは6作で未完結となっている。

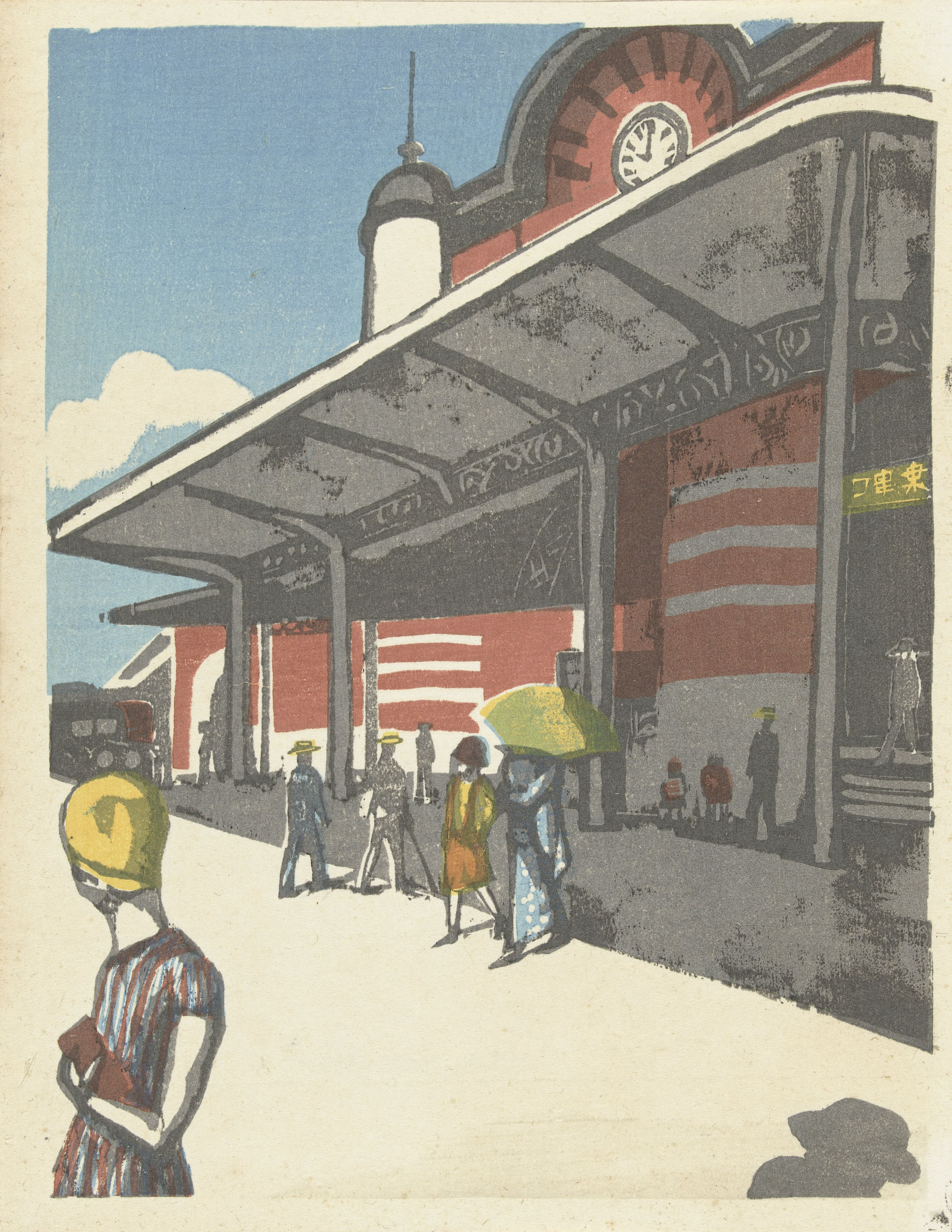
恩地孝四郎『東京駅』
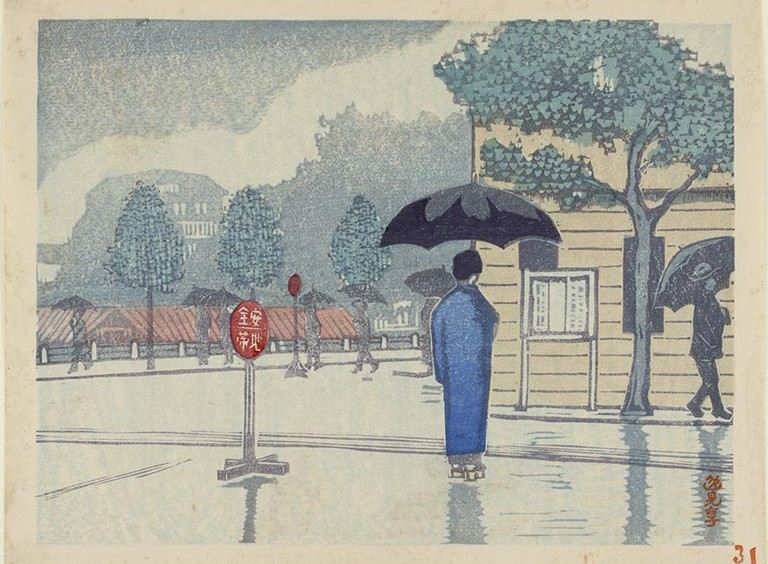
逸見享『四谷見附』
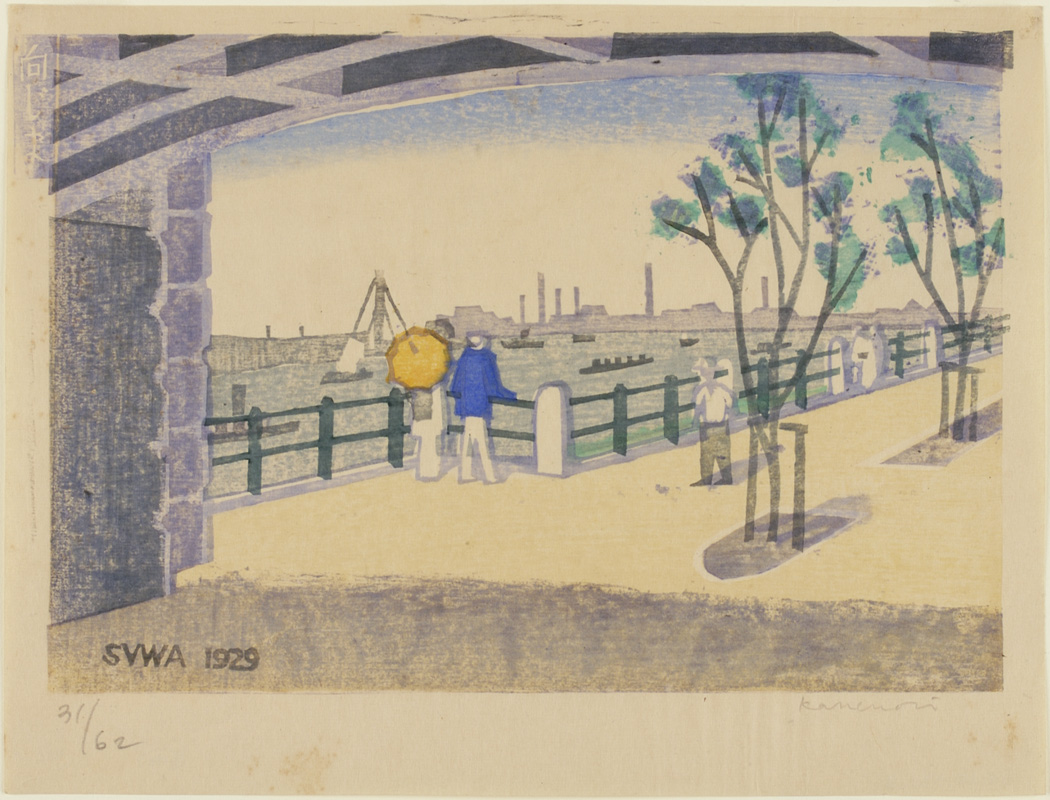
諏訪兼紀『向島』
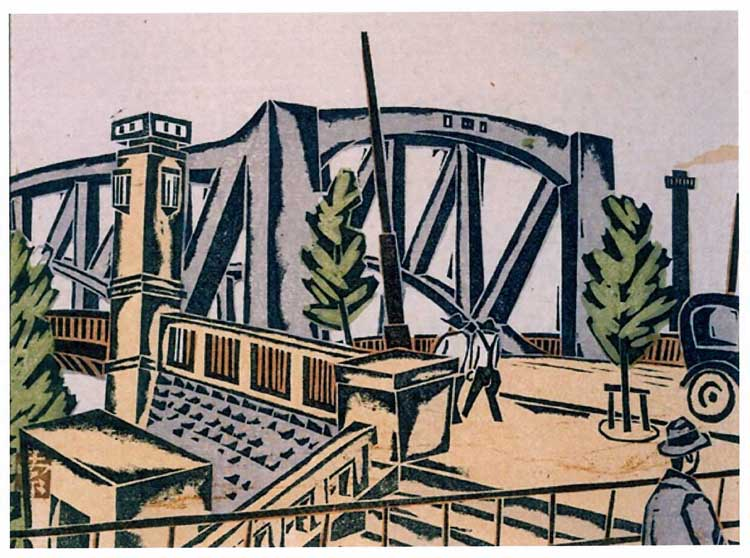
深沢索一『千住大橋』
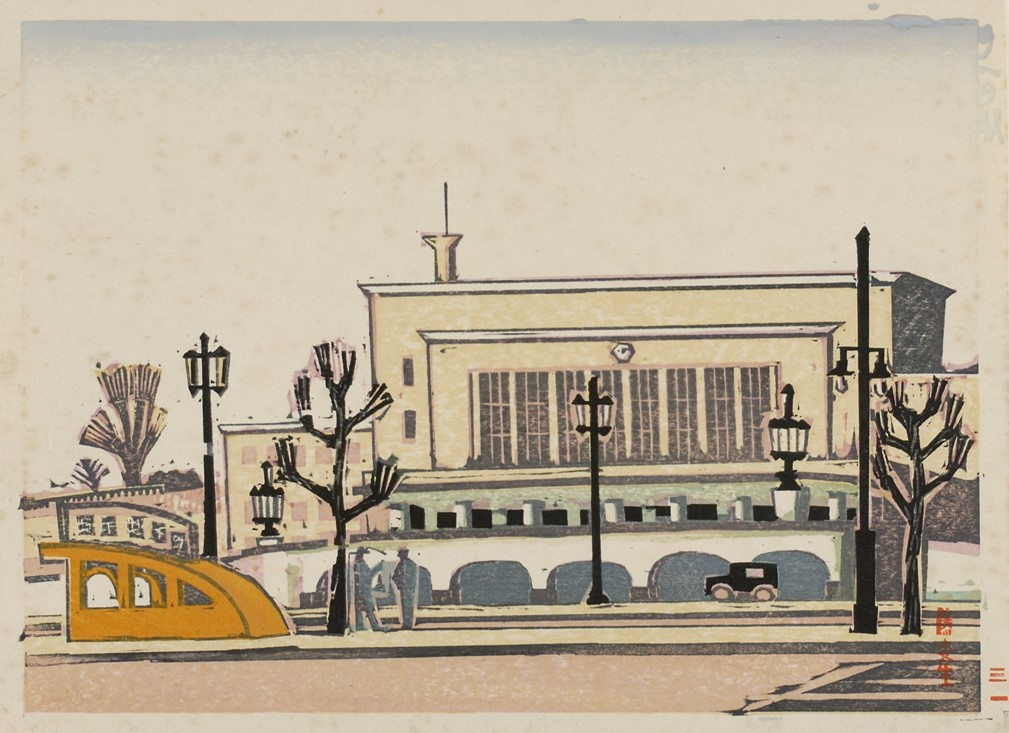
藤森静雄『上野駅』

### 昭和大東京百図絵
版画家の小泉癸巳男が1928年から1940年にかけて制作した版画集で、1930年から頒布された。第一景の『永代と清洲橋』から第百景の『兜町・取引所街』までの100作が出版され、目録も作られている。一連の作品の復刻版は1978年に講談社から『版画・東京百景』として出版された。